# Furtif (film)
Pour les articles homonymes, voir Furtif.
Pour plus de détails, voir Fiche technique et Distribution.
Furtif (Stealth) est un film américain réalisé par Rob Cohen, sorti en 2005. C'est un film d'action, teinté de science-fiction et de thriller de 2005 réalisé par Rob Cohen et écrit par W. D. Richter, mettant en vedette Josh Lucas, Jessica Biel, Jamie Foxx et Sam Shepard. Le film suit trois pilotes de chasse de haut niveau alors qu'ils rejoignent un projet de développement d'un avion furtif robotisé automatisé.
Le film se déroule dans un futur proche où Ben Gannon, Kara Wade et Henry Purcell font partie des meilleurs pilotes d'essai d'avions de combat sur des jets ultra-modernes à propulsion à détonation pulsée. Ils sont appelés sur le porte-avions USS Abraham Lincoln pour tester un nouvel équipier. Ce nouveau partenaire s'avère être un drone, le E.D.I., doté d'une intelligence artificielle basée sur un ordinateur quantique. Lors d'une mission de bombardement, il est touché par la foudre et échappe à leur contrôle. Il devient alors très dangereux.
Sorti le 29 juillet 2005 par Columbia Pictures, le film a été un échec critique et au box-office, rapportant 79,3 millions de dollars dans le monde contre un budget de 135 millions de dollars. Ce fut l'une des pires pertes de l'histoire du cinéma.

## Synopsis

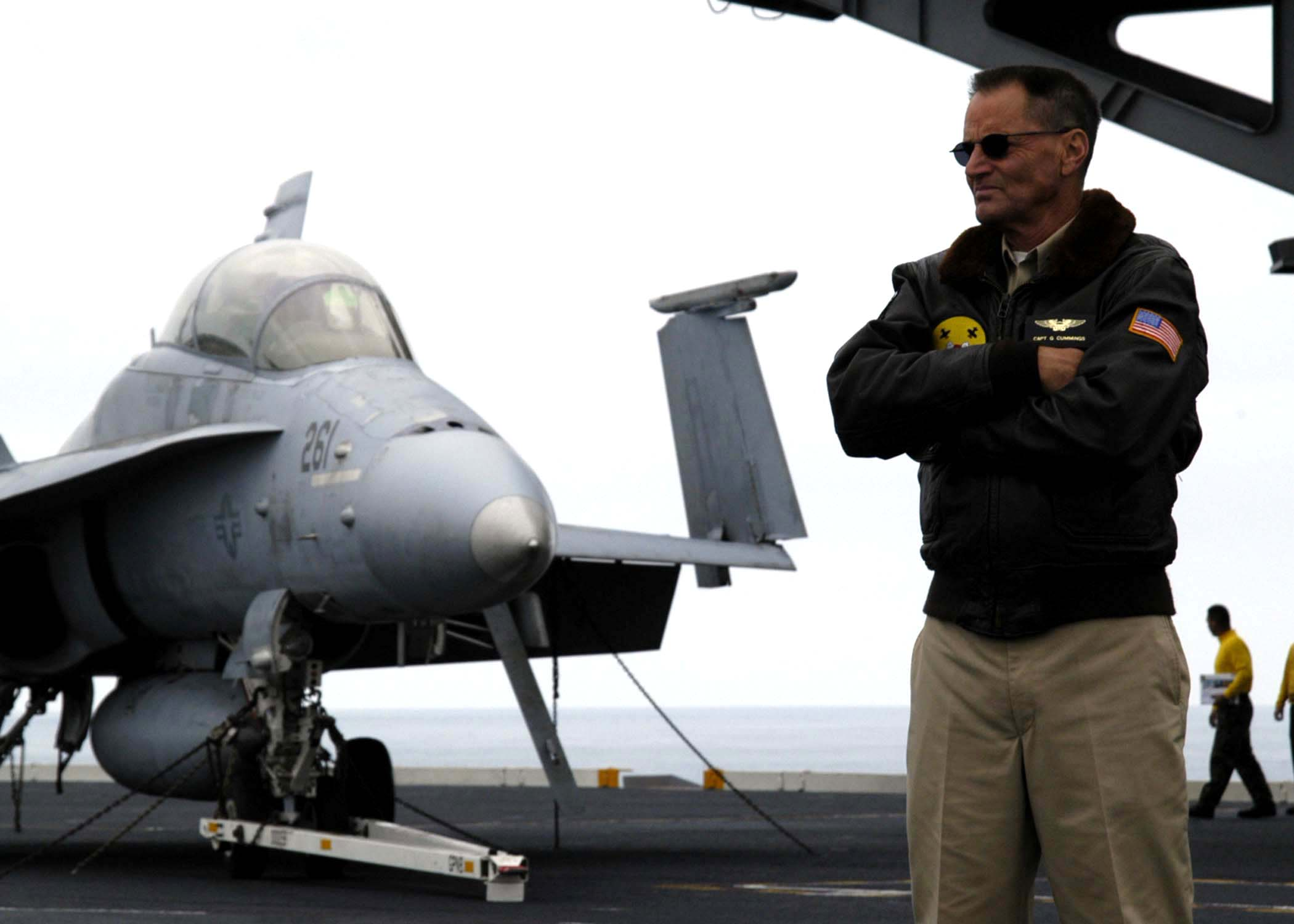
Sam Shepard lors du tournage du film.

Dans un avenir proche, la marine américaine développe le F/A-37 Talon, un chasseur-bombardier monoplace doté de capacités avancées de charge utile, de portée, de vitesse et de furtivité. Le programme recrute trois pilotes parmi de nombreux candidats; Lieutenants Ben Gannon, Kara Wade et Henry Purcell. Le capitaine George Cummings est le chef général.
Cummings engage le Dr Keith Orbit pour développer une intelligence artificielle, le "Extreme Deep Invader" (EDI) pour contrôler un jet sans équipage qui fait avancer le programme. EDI rejoint les autres sur l'USS Abraham Lincoln dans la mer des Philippines pour apprendre les manœuvres de combat des pilotes. Cela suscite une controverse sur l'incapacité d'une machine à prendre des décisions morales par rapport à la lutte des humains pour surmonter l'ego.
L'équipe forme EDI aux manœuvres de combat aérien lorsqu'elle est réaffectée de manière inattendue pour tuer les chefs de trois cellules terroristes lors d'une conférence au centre-ville de Rangoon. L'EDI calcule que le succès de la mission ne peut être atteint que par une frappe verticale, ce qui pourrait entraîner l'évanouissement d'un pilote humain. Le commandement ordonne à EDI d'attaquer mais Gannon ignore l'ordre, exécutant avec succès l'attaque lui-même.
Alors que l'équipe retourne au Lincoln, EDI est frappé par la foudre, ce qui reprogramme ses schémas neuronaux. Bien que l'on découvre que l'EDI apprend de manière exponentielle, développant un code éthique rudimentaire et un ego, Cummings refuse de le mettre hors ligne. Au cours d'une mission de destruction d'ogives nucléaires volées au Tadjikistan, Wade se rend compte que les débris nucléaires causeront d'importants dommages collatéraux. Les pilotes humains avortent, mais EDI défie les ordres et détruit les ogives, provoquant d'importantes retombées radioactives et des pertes civiles comme prévu.
Cummings ordonne à l'unité de retourner à la base mais EDI refuse. Gannon ordonne que l'EDI soit abattu. Dans le combat aérien qui s'ensuit, Purcell s'écrase lorsqu'un missile qu'il tire sur EDI explose sur une montagne, l'aveuglant. L'avion de Wade est endommagé par les débris de la même explosion, ce qui déclenche l'autodestruction de son avion, l'obligeant à s'éjecter au-dessus de la Corée du Nord. Gannon doit à lui seul empêcher EDI d'exécuter un scénario de guerre vieux de 20 ans appelé Caviar Sweep qui nécessite d'attaquer la Russie.
Gannon poursuit EDI sur le territoire russe où ils battent plusieurs Su-37 russes au-dessus du lac Baïkal. Les deux avions sont endommagés, alors Gannon appelle une trêve avec EDI afin d'éviter qu'ils ne tombent tous les deux entre les mains de l'ennemi et de pouvoir sauver Wade de la Corée du Nord. Cummings ordonne à Gannon d'effectuer un atterrissage d'urgence avec EDI en Alaska. Responsable d'avoir ignoré le comportement d'EDI et d'avoir fait face à la cour martiale, Cummings cherche à éliminer des témoins en laissant Wade bloquée en Corée du Nord – où elle est poursuivie par l'armée populaire coréenne alors qu'elle se dirige vers la zone démilitarisée coréenne – et en ordonnant l'élimination de Gannon en Alaska. , où les données EDI seront également effacées.
Le crash du Talon de Gannon atterrit à la base de l'Alaska. Soupçonnant la trahison de Cummings, il échappe de justesse à une tentative d'assassinat par un médecin, qui tente de lui injecter un supposé sérum antitétanique. Alors que le couple se débat, le médecin reçoit une injection de substance et meurt. Pendant ce temps, lorsqu'Orbit place l'EDI dans une interface, l'IA exprime ses regrets pour ses transgressions. Orbit se rend compte que l'EDI a développé une sensibilité et il ne veut pas effacer la mémoire de l'EDI. Gannon utilise les systèmes d'armes d'EDI pour décimer le personnel armé, permettant à Orbit de fuir en toute sécurité, puis s'envole pour la Corée du Nord dans l'avion d'EDI, contactant le skipper du Lincoln, le capitaine Dick Marshfield, pour l'informer de la tromperie de Cummings. Marshfield confronte Cummings, qui se suicide en laissant un message vocal à son contact financier, Ray.
Gannon trouve Wade blessé et assiégé près de la frontière. Lui et EDI atterrissent et il court à son aide. À court de munitions et subissant des dégâts d'un hélicoptère Mi-8, EDI se sacrifie en percutant l'hélicoptère, détruisant les deux. Cela permet à Gannon et Wade de traverser à pied en Corée du Sud, où ils sont secourus.
Après avoir assisté aux funérailles de Purcell, Gannon exprime maladroitement ses sentiments amoureux à Wade.
Dans une scène post-crédits, à la frontière jonchée de débris entre la Corée du Nord et la Corée du Sud, le "cerveau" d'EDI se rallume.

## Fiche technique

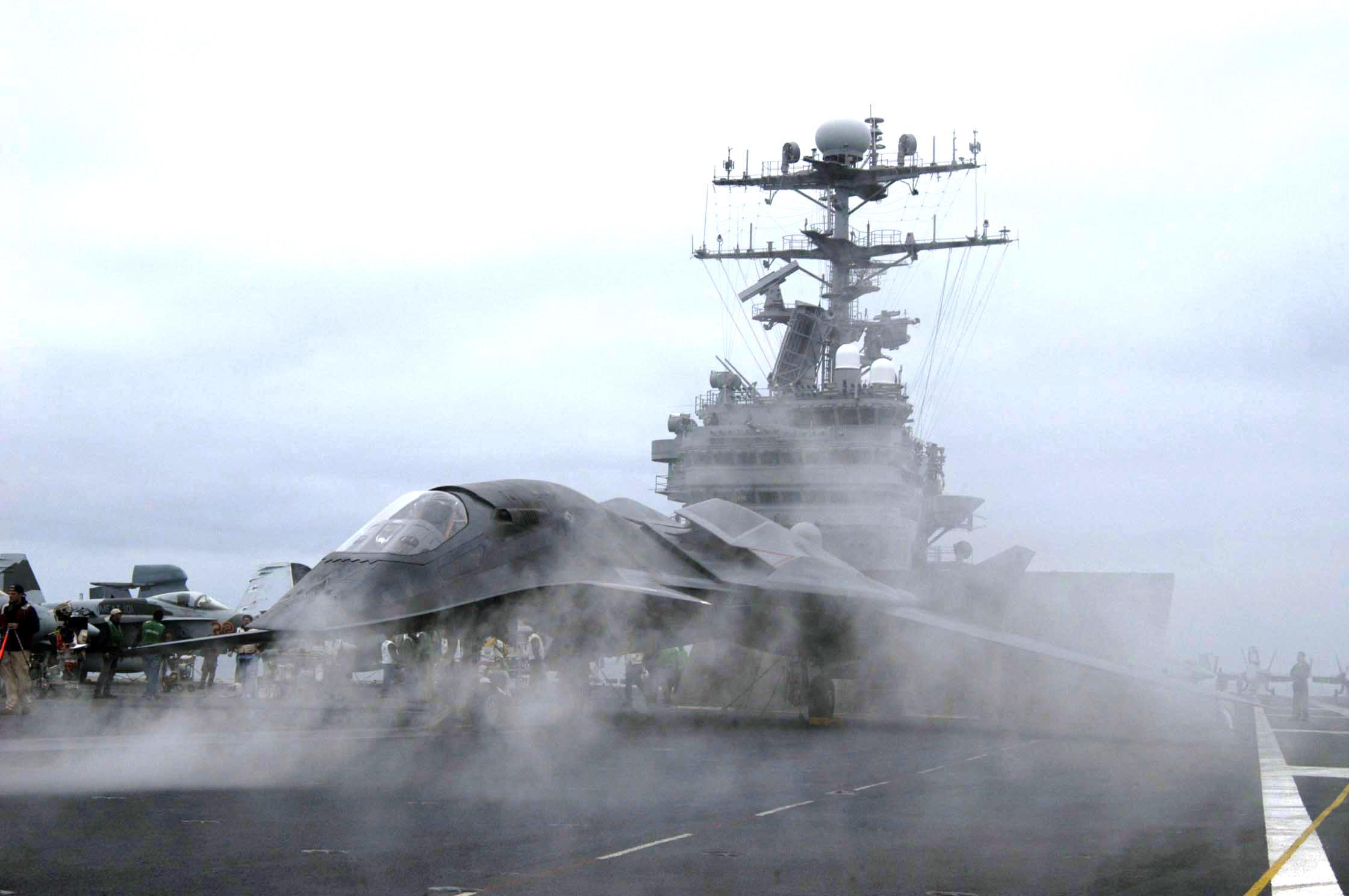
Tournage du film sur le porte-avions.

- Titre français et québécois : Furtif
- Titre original : Stealth
- Réalisation : Rob Cohen
- Scénario : W. D. Richter
- Musique : BT et Trevor Morris
- Photographie : Dean Semler, Russell Boyd (seconde équipe, non crédité, Thaïlande)
- Montage : Stephen E. Rivkin (en)
- Décors : Jonathan Lee et J. Michael Riva
- Costumes : Lizzy Gardiner
- Production : Mike Medavoy, Arnold Messer, Neal H. Moritz et Laura Ziskin
- Société de production : Columbia Pictures
- Distribution :
- Budget : 135 000 000 $[1]
- Pays de production : États-Unis
- Format : Couleurs - 2,35:1 - DTS / Dolby Digital / SDDS - 35 mm
- Genre : action, guerre, science-fiction, thriller
- Durée : 121 minutes
- Dates de sortie : 
  - États-Unis, Canada : 29 juillet 2005
  - France : 24 août 2005
  - Belgique : 7 septembre 2005

## Distribution

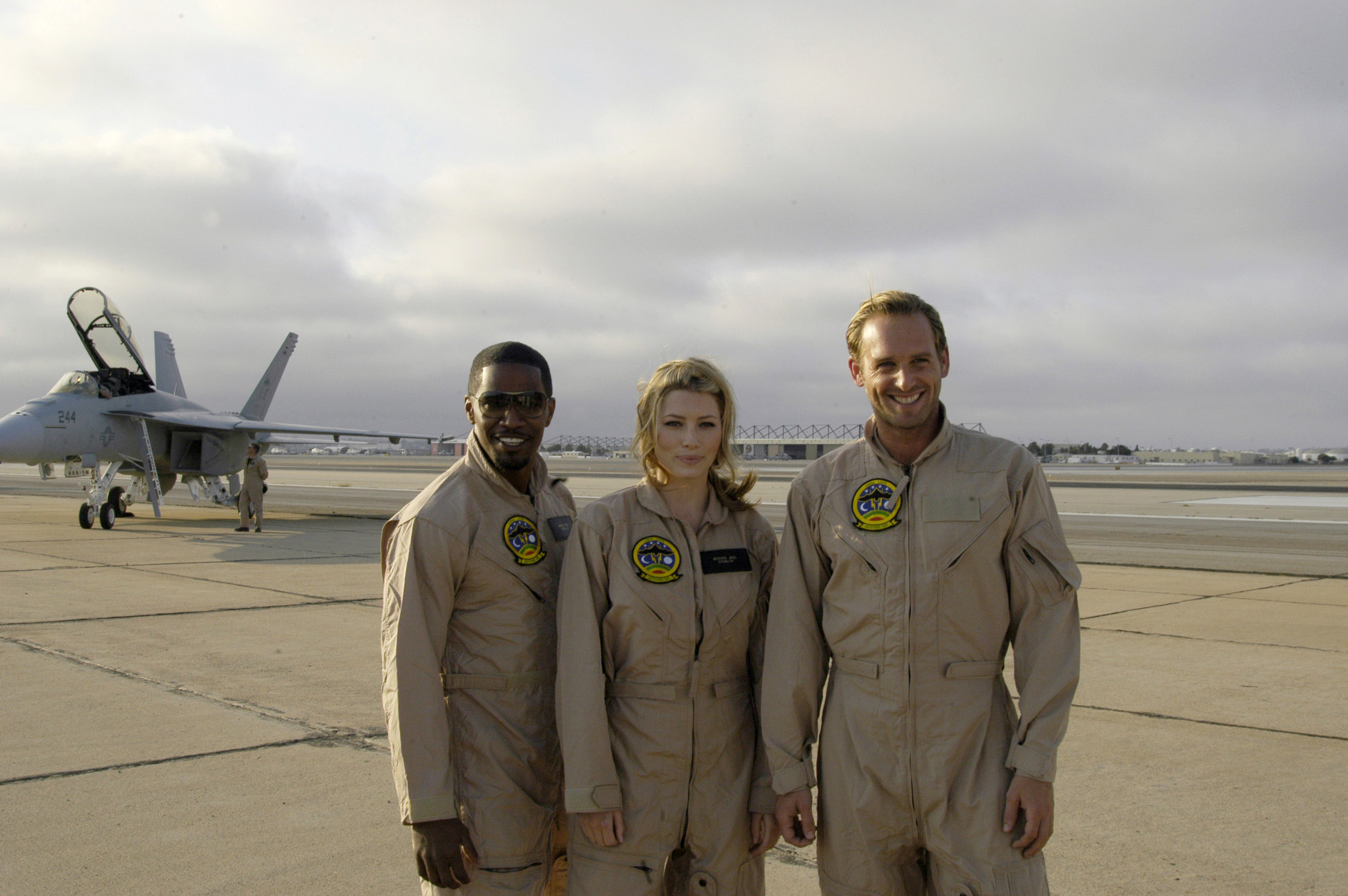
Jamie Foxx, Jessica Biel et Josh Lucas

- Josh Lucas (VF : Bruno Choël) : le lieutenant Ben Gannon
- Jessica Biel (VF : Marie Zidi) : le lieutenant Kara Wade
- Jamie Foxx (VF : Julien Kramer) : le lieutenant Henry Purcell
- Sam Shepard (VF : Hervé Bellon) : le capitaine George Cummings
- Richard Roxburgh (VF : Bernard Bollet) : Dr. Keith Orbit
- Joe Morton (VF : Jean-Paul Pitolin) : le capitaine Dick Marshfield
- Wentworth Miller (VF : Xavier Fagnon) : E.D.I. (voix)
- Ian Bliss (en) : le lieutenant Aaron Shaftsbury
- Ebon Moss-Bachrach (VF : Jérôme Rebbot) : Josh Hudson
- Michael Denkha : le contrôleur naval
- Rocky Helton : le maître d'armes
- Clayton Adams : le marin sur l'USS Abraham Lincoln
- Maurice Morgan : le marin sur l'USS Abraham Lincoln
- Christopher Naismith : le marin sur l'USS Abraham Lincoln
- Charles Ndibe : le marin sur l'USS Abraham Lincoln
- Nicholas Hammond : le cadre supérieur

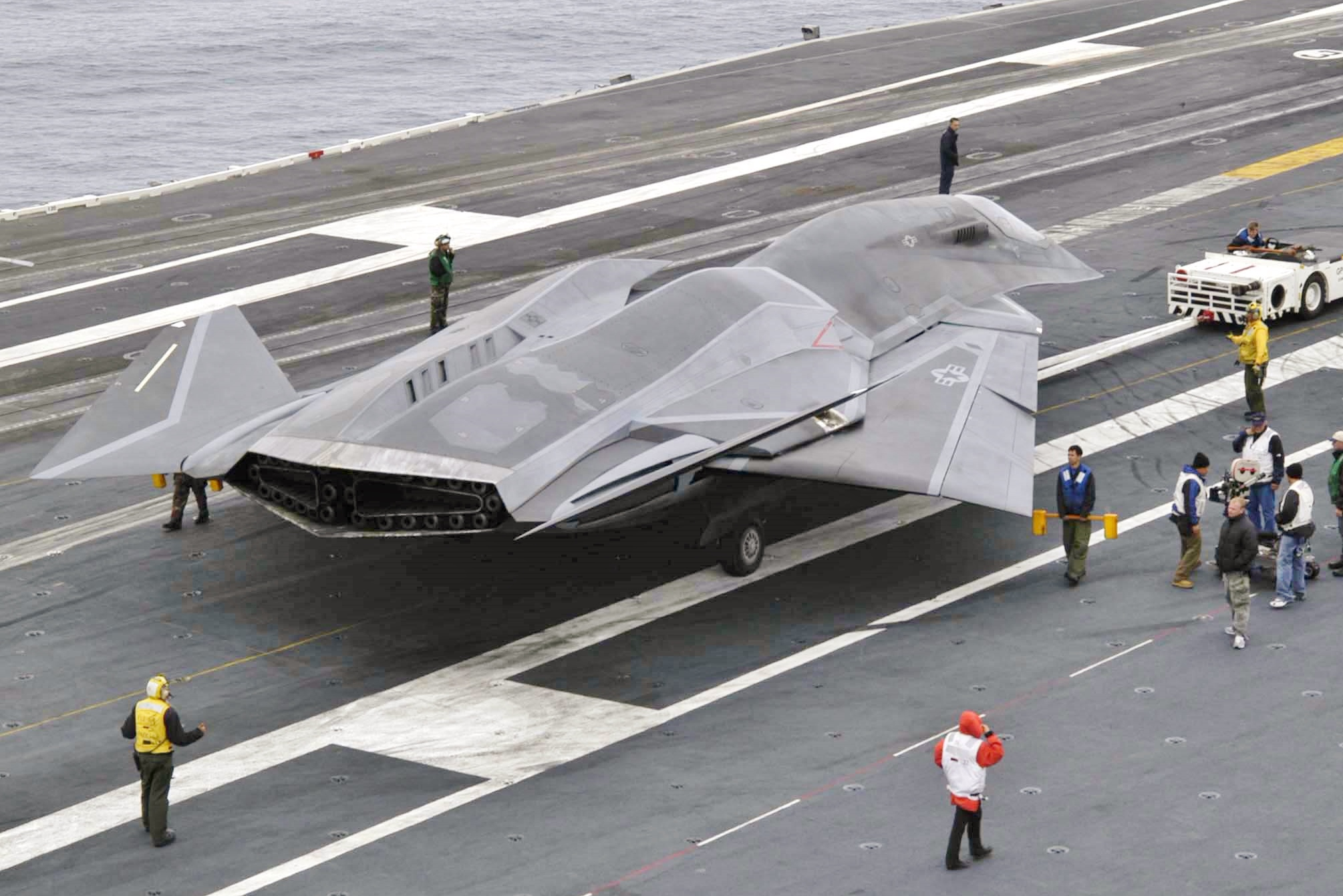
Juin 2004, tournage sur l' avec le F/A 37, un avion furtif fictif.

- Megan Gale : la secrétaire

## Production
Le tournage a lieu de février à mars 2004. Il se déroule en Australie (chaîne de Flinders, Kurnell, Sydney, parc national des Blue Mountains, Fox Studios Australia, Australie-Méridionale), en Chine, en Californie (Coronado, San Diego), en Nouvelle-Zélande (Alpes du Sud) et en Thaïlande (Bangkok, Ko Phi Phi Le). L'équipe a pu tourner sur un véritable porte-avions de l'US Navy, l'USS Abraham Lincoln.

## Bande originale
La musique du film est composée par Brian Wayne Transeau et Trevor Morris. L'album de la bande originale est commercialisé en juillet 2005 chez Epic Records. En plus des compositions originales de Brian Wayne Transeau et Trevor Morris], le groupe Incubus enregistre trois chansons inédites pour le film. Le réalisateur Rob Cohen est un grand fan du groupe. C'est la première fois que le groupe travaille pour un film. Le chanteur du groupe, Brandon Boyd, cite Princes of the Universe de Queen comme inspiration. L'album contient également des chansons non originales.
| Liste des titres | Liste des titres            | Liste des titres                                    | Liste des titres | Liste des titres | Liste des titres | Liste des titres | Liste des titres | Liste des titres | Liste des titres |
| No               | Titre                       | Interprètes                                         | Durée            |                  |                  |                  |                  |                  |                  |
| ---------------- | --------------------------- | --------------------------------------------------- | ---------------- | ---------------- | ---------------- | ---------------- | ---------------- | ---------------- | ---------------- |
| 1.               | Make a Move                 | Incubus                                             | 3:12             |                  |                  |                  |                  |                  |                  |
| 2.               | Admiration                  | Incubus                                             | 4:13             |                  |                  |                  |                  |                  |                  |
| 3.               | Neither of Us Can See       | Incubus                                             | 4:04             |                  |                  |                  |                  |                  |                  |
| 4.               | (She Can) Do That           | David Bowie & BT                                    | 3:15             |                  |                  |                  |                  |                  |                  |
| 5.               | Dance to the Music          | Sly & The Family Stone feat. will.i.am              | 4:06             |                  |                  |                  |                  |                  |                  |
| 6.               | Bullet-Proof Skin           | Institute                                           | 4:24             |                  |                  |                  |                  |                  |                  |
| 7.               | L.S.F. (Lost Souls Forever) | Kasabian                                            | 3:18             |                  |                  |                  |                  |                  |                  |
| 8.               | Bug Eyes                    | Dredg                                               | 4:16             |                  |                  |                  |                  |                  |                  |
| 9.               | Over My Head (Cable Car)    | The Fray                                            | 3:57             |                  |                  |                  |                  |                  |                  |
| 10.              | One Day                     | Trading Yesterday                                   | 4:21             |                  |                  |                  |                  |                  |                  |
| 11.              | Different                   | Acceptance                                          | 4:09             |                  |                  |                  |                  |                  |                  |
| 12.              | Nights in White Satin       | Glenn Hughes featuring Chad Smith & John Frusciante | 4:56             |                  |                  |                  |                  |                  |                  |
| 13.              | Aqueous Transmission        | Incubus                                             | 7:47             |                  |                  |                  |                  |                  |                  |
| 55:58            |                             |                                                     |                  |                  |                  |                  |                  |                  |                  |

## Accueil

### Critique
Le film reçoit des critiques plutôt négatives. Sur l'agrégateur américain Rotten Tomatoes, il récolte 12% d'opinions favorables pour 141 critiques et une note moyenne de 3,74⁄10. Sur Metacritic, il obtient une note moyenne de 35⁄100 pour 31 critiques.
En France, le film obtient une note moyenne de 2,3⁄5 sur le site AlloCiné, qui recense 14 titres de presse.

### Box-office
Le film enregistre des pertes records. Il fait partie des plus gros échecs au box-office avec moins de 80 millions de dollars de recettes mondiales, pour un budget estimé à 135 millions.
| Pays ou région    | Box-office      | Date d'arrêt du box-office | Nombre de semaines |
| ----------------- | --------------- | -------------------------- | ------------------ |
| États-Unis Canada | 32 116 746 $    | 15 septembre 2005          | 7                  |
| France            | 339 273 entrées | -                          | -                  |
| Total mondial     | 79 268 322 $    | -                          | -                  |